# Saemangeum
Saemangeum é uma planície estuarina na costa do Mar Amarelo, na Coreia do Sul. Foi represado pelo projeto Saemangeum Seawall do governo da Coreia do Sul, concluído em 2006, após uma longa luta entre o governo e ativistas ambientais, e está programado para ser convertido em terras agrícolas ou industriais. Antes de 2010, desempenhava um papel importante como habitat para aves migratórias.

## Impacto
A conclusão deste paredão será provavelmente um dos principais contribuintes para o declínio de muitas espécies. Cerca de 400 000 aves limícolas dependiam dos lodaçais do estuário de Saemangeum como importante área de alimentação para os 24 000km de migração entre a Ásia, o Alasca e a Rússia,  incluindo as duas aves pernaltas ameaçadas de extinção, o maçarico-de-bico-verde e o maçarico-de-bico-de-colher (cada espécie com menos de mil aves sobreviventes). Uma organização conservacionista acusou as autoridades de não terem conseguido monitorizar o impacto do projeto na vida selvagem local de uma forma transparente e realizou um programa de monitorização independente em 2006.[carece de fontes?]

## História
Saemangeum fica na foz dos rios Dongjin e Mangyeong, na costa de Jeollabuk-do. Fica logo ao sul do estuário do rio Geum . Os distritos vizinhos incluem a cidade de Gunsan, o condado de Buan e a cidade de Gimje.
O projeto de preenchimento do estuário começou em 1991, mas foi retardado por uma série de ações judiciais de ambientalistas. O paredão concluído tem cerca de 33 quilómetros de comprimento e substitui uma linha costeira que já teve mais de 100 quilômetros de comprimento. Após o enchimento total do estuário, uma área de cerca de 400 km2 (cerca de dois terços do tamanho de Seul) terão sido adicionados à península coreana, tornando-se um dos maiores projetos de recuperação de terras da história.
O estuário foi originalmente chamado de "Mangeum" (萬金). Este nome provavelmente foi formado a partir da combinação do primeiro caractere de "Mangyeong" e de "Gimje".
Saemangeum foi concluído em 27 de abril de 2010, tornando-se oficialmente o maior paredão já construído, com comprimento de 33,9km, quebrando o recorde da Zuiderzee Works de 1932.
Em 2 de agosto de 2010, Saemangeum foi certificada pelo Guinness World Records como a maior barreira marítima artificial do mundo.
Saemangeum foi sede do 25º Jamboree Escoteiro Mundial, organizado pela Associação Escoteira da Coreia.